# Макс Шелер
Макс Фердинанд Шелер (на немски: Max Ferdinand Scheler) е германски философ.

## Биография
Роден е на 22 август 1874 г. в Мюнхен, Германия, в семейството на баща протестант-лютеранец и майка еврейка. В юношеството се обръща към католицизма. През 1921 г. публично се разграничава от него и от юдео-християнския бог и се посвещава на философската антропология.
Шелер учи медицина в Мюнхен и Берлин, а също така философия и социология при Вилхелм Дилтай и Георг Зимел през 1895 г. Получава докторската си степен през 1897 г. и защитава хабилитационна теза в Университета в Йена през 1899 г. под ръководството на Рудолф Ойкен. През 1901 г. става частен доцент към Университета в Йена.
През 1919 г. става професор по философия и социология към Университета в Кьолн. Там остава до 1928 г. По-рано през същата година приема нова позиция към Франкфуртския университет. Там се запознава с Ернст Касирер, Карл Манхайм, Рудолф Ото и Рихард Вилхелм. През 1927 г. на конференция в Дармщадт, организирана от Херман Кайзерлинг, Шелер изнася лекция, озаглавена „Точното място на човека“ (Die Sonderstellung des Menschen), публикувана по-късно под заглавието Die Stellung des Menschen im Kosmos (буквално „Мястото на човека в космоса“).
Шелер е известен най-вече с работата си върху феноменологията, етиката и философската антропология. Той развива философския метод на основателя на феноменологията Едмунд Хусерл и е наречен от Хосе Ортега-и-Гасет „първия човек на философския рай“.
След смъртта му през 1928 г. Мартин Хайдегер заявява, заедно с Ортега-и-Гасет, че всички философи са задължени на Шелер и го определя като „най-голямата философска сила в съвременна Германия, ако не и в съвременна Европа и в съвременната философия като такава“.

## Книги

### Оригинални публикации
- Zur Phänomenologie und Theorie der Sympathiegefühle und von Liebe und Hass, 1913
- Der Genius des Kriegs und der Deutsche Krieg, 1915
- Der Formalismus in der Ethik und die materiale Wertethik, 1913 – 1916
- Krieg und Aufbau, 1916
- Die Ursachen des Deutschenhasses, 1917
- Vom Umsturz der Werte, 1919
- Neuer Versuch der Grundlegung eines ethischen Personalismus, 1921
- Vom Ewigen im Menschen, 1921
- Probleme der Religion. Zur religiösen Erneuerung, 1921
- Wesen und Formen der Sympathie, 1923 (преработено издание на Zur Phänomenologie und Theorie der Sympathiegefühle und von Liebe und Hass от 1913 г.)
- Schriften zur Soziologie und Weltanschauungslehre, 3 тома, 1923/1924
- Die Wissensformen und die Gesellschaft, 1926
- Der Mensch im Zeitalter des Ausgleichs, 1927
- Die Stellung des Menschen im Kosmos, 1928
- Philosophische Weltanschauung, 1929
- Logik I. (фрагмент). Amsterdam 1975

### На български език
- Мястото на човека в космоса, Изд. Евразия-Абагар, 1991

### На английски език
- Philosophical Perspectives.   Boston, Beacon Press, 1958. 144 pages. (German title: Philosophische Weltanschauung.)

- On the Eternal in Man.   London, SCM Press, 1960. 480 pages.

- The Nature of Sympathy.   New York, Archon Books, 1970. 274 pages. ISBN 0-208-01401-2.

- Ressentiment.   New York, Schocken Books, 1972. 201 pages. ISBN 0-8052-0370-2.

- Selected Philosophical Essays.   Evanston, Illinois, Northwestern University Press, 1973. 359 pages. ISBN 0-8101-0379-6.

- Formalism in Ethics and Non-Formal Ethics of Values: A new attempt toward the foundation of an ethical personalism.   Evanston, Illinois, Northwestern University Press, 1973. 620 pages. ISBN 0-8101-0415-6. (Original German edition: Der Formalismus in der Ethik und die materiale Wertethik, 1913 – 16.)

- Problems of a Sociology of Knowledge.   London, Routledge & Kegan Paul, 1980. 239 pages. ISBN 0-7100-0302-1.

- Person and Self-value: three essays.   Boston, Nijhoff, 1987. 201 pages. ISBN 90-247-3380-4.

- On Feeling, Knowing, and Valuing. Selected Writings.   Chicago, University of Chicago Press, 1992. 267 pages. ISBN 0-226-73671-7.

- The Human Place in the Cosmos.   Evanston, Northwestern University Press, 2009. 79 pages. ISBN 978-0-8101-2529-2.